# II bitwa pod Aduatucą
II Bitwa pod Aduatucą – starcie zbrojne, które miało miejsce w roku 53 p.n.e.
W roku 53 p.n.e. Cezar podjął wyprawę na terytoria Eburonów, chcąc odszukać ukrywającego się tam Ambioryksa. Armia rzymska podzielona została na 3 części. Wojska generała Labienusa ruszyły w kierunku płn-zach ku wybrzeżu, generał Treboniusz pociągnął w kierunku płd-zach, natomiast Cezar skierował się ku rzece Sheldt i Ardenom. Wszystkie ugrupowania liczyły po 3 legiony, łącznie kilkadziesiąt tysięcy żołnierzy. Cały ciężki sprzęt pozostawiono generałowi Kwintusowi Cyceronowi, który pozostał w ufortyfikowanym obozie niedaleko Aduatucy, gdzie klęskę w bitwie rok wcześniej ponieśli Sabinus i Cotta. Jego siły liczyły siedem tysięcy legionistów i kilka tysięcy służb pomocniczych. Dodatkowo znajdowało się tu kilkuset chorych, którzy nie byli w stanie brać udziału w walkach. Gdy po umówionym terminie Cezar nie wracał, Cyceron zmuszony został do wyjścia z obozu w poszukiwaniu prowiantu. Oddział w sile 3 000 ludzi (wśród nich chorzy żołnierze) opuścił obóz, kierując się na pobliskie pole pszenicy. Na czele grupy stał trybun Gajusz Treboniusz, krewny generała Treboniusza. W chwili gdy Rzymianie zbierali zboże, obóz stał się celem ataku Germanów z plemienia Sugambrów, których kilkuset wdarło się przez otwarte bramy do wewnątrz. Doszło do krwawej bitwy, która pochłonęła wiele ofiar po obu stronach, ciężko ranny został m.in. dowodzący obroną centurion Publiusz Sekstus Baculus. Ostatecznie atak Germanów załamał się, a napastników wyparto z obozu.
W międzyczasie nadciągnęły powracające ze zbożem wojska Treboniusza. Widząc atakujących Germanów Rzymianie ustawili szyk obronny na pobliskim wzniesieniu, gdzie zostali zaatakowani przez 2 000 jazdy germańskiej. Wielu żołnierzy próbując na własną rękę przedrzeć się do obozu, zostało zabitych podczas pościgu jazdy germańskiej. Pozostała na wzgórzu grupa 1 000 legionistów broniła się jeszcze jakiś czas, w końcu wszyscy Rzymianie zostali wycięci w pień. Po bitwie Germanie zagrabili zapasy żywności porzucone przez Rzymian, po czym wycofali się na swoje terytoria za Renem. 